# Военный городок Берники
Военный городок Берники — посёлок в Тульской области России. 
В рамках организации местного самоуправления входит в городской округ город Тула, в рамках административно-территориального устройства — в Алёшинский сельский округ Ленинского района Тульской области.

## География
Расположен в 27 км к северо-западу от областного центра, города Тула (по прямой от Тульского кремля).
На юге примыкает к посёлку станции Берники с железнодорожной станцией Берники, на востоке — к деревне Берники.

## История
До 1992 года здесь располагался ИНЖБАТ (инженерно-технический батальон) ВВС. Он занимался строительством военных аэродромов для нужд ВВС СССР. После его расформирования с 1993 по 1998 год здесь находилась воинская часть (учебка младших специалистов служебного собаководства). Солдаты срочной службы проходили обучение по программе служебного собаководства для охраны объектов ВВС РА.
До 1990-х гг. посёлок находился на территории Алёшинского сельсовета, а в 1997 году стал частью Алёшинского сельского округа Ленинского района Тульской области.
В рамках организации местного самоуправления с 2006 до 2014 гг. входил в Фёдоровское сельское поселение Ленинского района, с 2015 года — в Привокзальный территориальный округ в составе городского округа город Тула.

## Население
| 2002 | 2010 |
| ---- | ---- |
| 80   | ↗108 |